# Gianbernardino Scotti
Gianbernardino Scotti, född 1478 i Magliano Sabina, död 11 december 1568 i Rom, var en italiensk kardinal och ärkebiskop.

## Biografi
Gianbernardino Scotti studerade grekiska, hebreiska och kaldeiska samt kanonisk rätt. År 1525 upptogs han i theatinerorden.
Den 20 december 1555 utnämndes Scotti till ärkebiskop av Trani. Samma dag upphöjde påve Paulus IV Scotti till kardinalpräst med San Matteo in Merulana som titelkyrka. Han deltog i konklaven 1559, vilken valde Pius IV till ny påve. Samma år installerades Scotti som ärkebiskop av Piacenza.
Kardinal Scotti avled i Rom 1568 och är begravd i basilikan San Paolo fuori le Mura.

## Bilder

Kardinal Gianbernardino Scottis titelkyrka
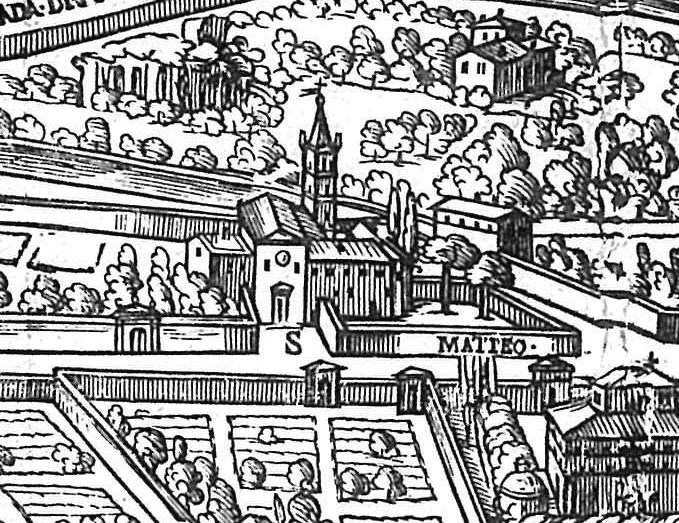
San Matteo in Merulana.